# Adrienne Héritier

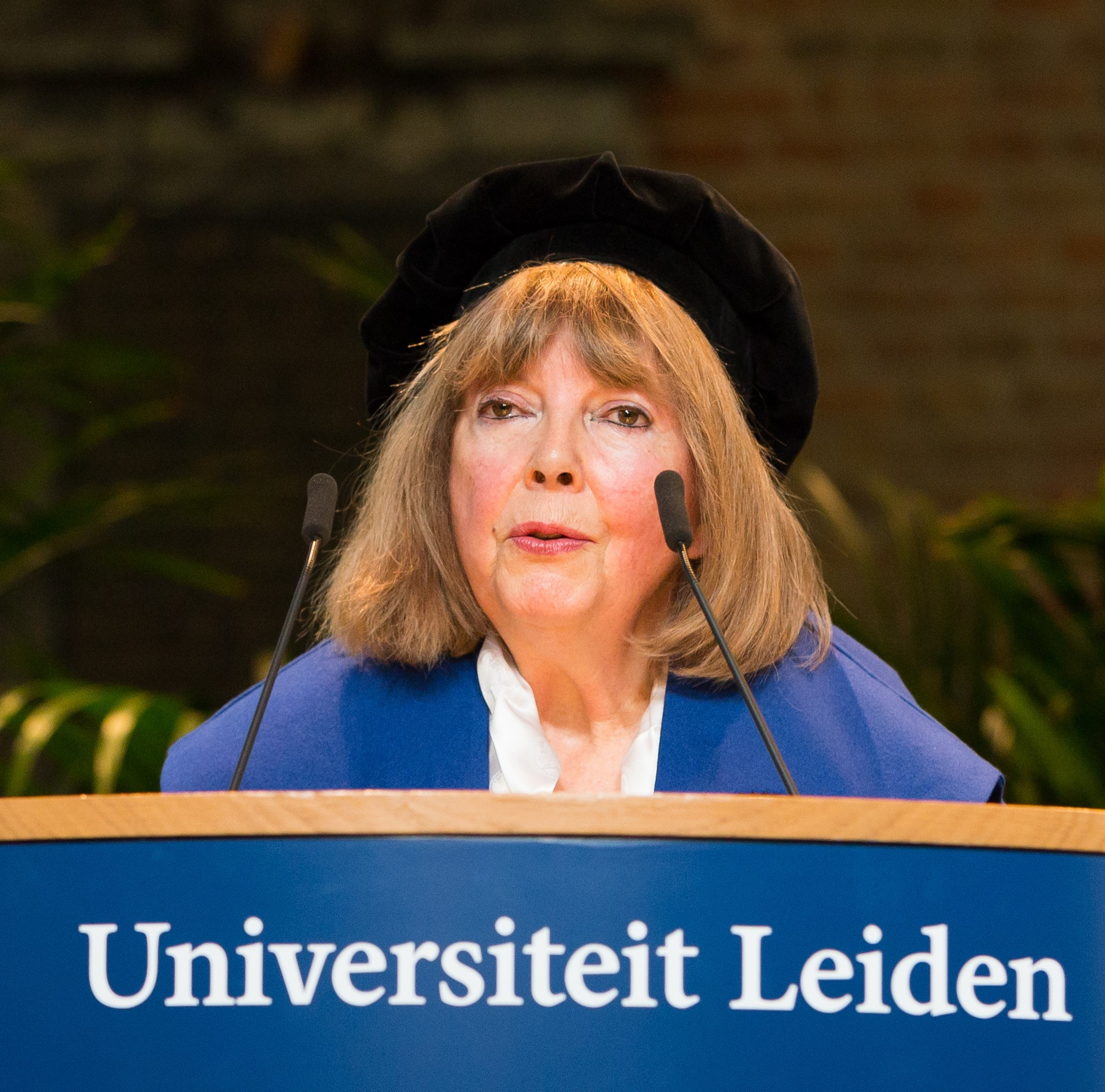
Adrienne Héritier (2018)

Adrienne Héritier, auch Adrienne Windhoff-Héritier (* 29. Juni 1944 in Basel), ist eine Schweizer Politikwissenschaftlerin.

## Leben
Nach der Promotion 1975 an der Universität Gießen und Habilitation 1980 an der Universität Münster wurde sie 1981 Professorin für Politik- und Verwaltungswissenschaft an der Universität Konstanz. 1989 wechselte sie als Professorin für Politikwissenschaft an die Universität Bielefeld. 1995 wurde sie Professorin für Public Policy am Department für Soziologie und Politikwissenschaften am Europäischen Hochschulinstitut. Von 1999 bis 2003 war sie Direktorin (Sozialwissenschaften) der Max-Planck-Projektgruppe Recht der Gemeinschaftsgüter. 2003 zog es sie zurück nach Florenz, wo sie am Robert Schuman Centre for Advanced Studies des European University Institute bis 2014 den Joint Chair Political Science des Department of Political and Social Science innehatte. Seit 2014 ist sie Professor emeritus des Department of Political and Social Science des EUI. 2017 wurde sie von der International Public Policy Association mit dem Career Award ausgezeichnet.

## Auszeichnungen
- 1994 mit Helmut Willke mit dem Gottfried-Wilhelm-Leibniz-Preis
- 1995 Mitglied der Berlin-Brandenburgischen Akademie der Wissenschaften
- 2002 Mitglied der Academia Europaea[11]
- 2009–2011 Chair of the European Union Studies Association (EUSA) at the Marina del Rey Conference
- 2014 Doctor honoris causa Université Catholique de Louvain-La-Neuve[12]
- 2017 Doctor honoris causa Uppsala University[13]
- 2017 Career award of the International Public Policy Association’s (IPPA)[14]
- 2018 Doctor honoris causa Universiteit Leiden[15]
- 2019 Michael-Endres-Preis der Hertie School of Governance[16]

## Schriften (Auswahl)
- Sind Frauen so, wie Freud sie sah? Bausteine zu einer neuen analytisch-sozialpsychologischen Theorie der weiblichen Psyche, ISBN 3-498-07277-3.
- Politikimplementation. Ziel und Wirklichkeit politischer Entscheidungen, ISBN 3-445-02057-4.
- Sozialleistungen. Strukturen und Selektivitäten. Zur Implementation und Wirkungsweise unterschiedlicher Sozialleistungen in 3 Städten, ISBN 3-531-03195-3.
- Policy-Analyse. Eine Einführung. Frankfurt am Main 1987, ISBN 3-593-32570-5.
- City of the Poor, City of the Rich: Politics and Policy in New York City, ISBN 3-11-013552-3.
- Ringing the Changes in Europe, ISBN 3-11-014765-3.
- Differential Europe: The European Union Impact on National Policymaking, ISBN 978-0-7425-1104-0.
- Common Goods: Reinventing European Integration Governance, ISBN 978-0-7425-1700-4.
- Linking Politics and Law, ISBN 3-8329-0364-X.
- European and International Regulation after the Nation State: Different Scopes and Multiple Levels, ISBN 3-8329-0608-8.
- Refining Regulatory Regimes: Utilities in Europe, ISBN 978-1-84542-387-2
- Policy-Making and Diversity. Escape from Deadlock, ISBN 978-0-521-65296-4
- Dismantling Public Policy: Preferences, Strategies, and Effects, ISBN 978-0-19-965664-6
- Changing Rules of Delegation: A Contest for Power in Comitology, ISBN 978-0-19-965362-1
- European Parliament Ascendant: Parliamentary Strategies of Self-Empowerment in the EU (European Administrative Governance), ISBN 978-3-030-16776-9
- New Modes of Governance in Europe: Governing in the Shadow of Hierarchy, ISBN 978-0-230-30645-5
- Explaining Institutional Change in Europe, ISBN 978-0-19-929812-9.
- Policy-Making and Diversity in Europe: Escape from Deadlock (Theories of Institutional Design), ISBN 978-0-521-65384-8.
- Changing Rules of Delegation: A Contest for Power in Comitology, ISBN 978-0-19-965362-1.
- Political Choice: Institutions, Rules And The Limits Of Rationality, ISBN 978-0-367-28339-1.
- European Parliament Ascendant: Parliamentary Strategies of Self-Empowerment in the EU, ISBN 978-3-030-16779-0.
- Governing Finance in Europe: A Centralisation of Rulemaking?, ISBN 978-1-83910-111-3.
- Aufsätze : Journal of European Public Policy